# Pterorthochaetes montanus
Pterorthochaetes montanus là một loài bọ cánh cứng trong họ Hybosoridae. Loài này được Ballerio miêu tả khoa học năm 1999.